# Flydubai
Flydubai is een lagekostenluchtvaartmaatschappij uit de Verenigde Arabische Emiraten met haar basis op Dubai International Airport.

## Geschiedenis
Flydubai werd op 19 maart 2008 opgericht door Ahmed bin Saeed Al Maktoum, de voorzitter van Emirates. Hoewel Flydubai geen lid is van de Emirates Group, werd de luchtvaartmaatschappij in het begin wel ondersteund door deze groep.
Op 14 juli 2008 bestelde Flydubai 50 Boeing 737-800's bij Boeing. Flydubai kan deze orders eventueel ook omzetten naar Boeing 737-900ERs. Hiernaast sloot Flydubai ook een leaseovereenkomst met Babcock & Brown voor 4 Boeing 737-800's.
Op 1 juni 2009 voerde Flydubai haar eerste vlucht uit.

## Vloot
De vloot van Flydubai bestaat in maart 2017 uit 58 toestellen met een gemiddelde leeftijd van 4 jaar.
- 58 Boeing 737-800 NG
- In bestelling: 175 Boeing 737 MAX 8, 50 opties

## Ongevallen
Op 19 maart 2016 verongelukte een Boeing 737-800 (vliegtuigregistratie: A6-FDN) met vluchtnummer FZ981 tijdens de landing op de luchthaven van Rostov aan de Don (Rusland). Geen enkele van de 55 passagiers en 7 bemanningsleden overleefde de crash. De oorzaak van het ongeval is nog onbekend.